# Martin Ødegaard
Martin Ødegaard (sinh ngày 17 tháng 12 năm 1998) là một cầu thủ bóng đá chuyên nghiệp người Na Uy hiện đang thi đấu ở vị trí tiền vệ và là đội trưởng của cả câu lạc bộ Premier League Arsenal và đội tuyển bóng đá quốc gia Na Uy. Được đánh giá là một trong những tiền vệ xuất sắc nhất thế giới trong thế hệ của mình, anh nổi tiếng nhờ lối chơi giàu kỹ thuật, khả năng xử lý bóng tốt và nhãn quan chiến thuật siêu hạng.
Anh có trận đấu đầu tiên cho Strømsgodset vào ngày 13 tháng 4 năm 2014, trở thành cầu thủ trẻ nhất thi đấu tại Giải vô địch bóng đá Na Uy (Tippeligaen), và sau đó là cầu thủ ghi bàn trẻ nhất vào ngày 16 tháng 5. Tháng 1 năm 2015, anh chuyển đến Tây Ban Nha thi đấu cho Real Madrid và đội dự bị của Real là Real Madrid Castilla. Anh đang nắm giữ kỷ lục là cầu thủ trẻ nhất ra sân cho Real tại La Liga khi mới 16 tuổi và 157 ngày.
Ødegaard có trận đấu đầu tiên cho đội tuyển Na Uy với Các Tiểu Vương quốc Ả Rập Thống nhất vào ngày 27 tháng 8 năm 2014, trở thành cầu thủ trẻ nhất khoác áo đội tuyển nước này ở 15 tuổi và 253 ngày. Ngày 13 tháng 10 năm 2014, anh chính thức trở thành cầu thủ trẻ tuổi nhất xuất hiện ở vòng loại Euro.

## Sự nghiệp câu lạc bộ
Ødegaard bắt đầu tập luyện cùng đội hình một của Strømsgodset vào năm 2013, khi anh mới 14 tuổi. Anh cũng từng có thời gian tập luyện ngắn tại Bayern Munich và Manchester United. Vào tháng 1 năm 2014, Ødegaard được đưa vào đội hình một của Strømsgodset nhưng không ký hợp đồng. Anh cũng tham gia tập luyện hai buổi tối trong tuần tại Mjøndalen IF, nơi cha anh làm huấn luyện viên.
Anh có trận đấu chính thức đầu tiên cho Strømsgodset trong trận đấu với Aalesunds FK tại sân Marienlyst Stadion vào ngày 13 tháng 4 năm 2014 Ở tuổi 15, anh trở thành cầu thủ trẻ nhất thi đấu tại Giải vô địch bóng đá Na Uy (Tippeligaen). Ngày 5 tháng 5 năm 2014, anh ký hợp đồng chuyên nghiệp với Strømsgodset đến năm 2015. Ngày 16 tháng 5 năm 2014, anh ghi bàn thắng thứ tư trong chiến thắng 4-1 của Strømsgodset trước Sarpsborg 08 FF, và là cầu thủ trẻ nhất ghi bàn tại Giải vô địch bóng đá Na Uy. Vào ngày 16 tháng 7, anh có trận đấu đầu tiên tại đấu trường châu Âu khi vào sân thay cho Lars Christopher Vilsvik trong năm phút cuối trận đấu với Steaua Bucureşti, vòng sơ loại thứ hai của UEFA Champions League.
Trong trận đấu với Sandnes Ulf vào cuối tháng 7, anh góp công trong cả ba bàn thắng của Strømsgodset, ghi một bàn và kiến tạo một bàn. Anh còn đem về một quả phạt đền nhưng đồng đội anh lại đá hỏng. Sau trận đấu, truyền thông đã thảo luận về khả năng anh sẽ sớm có mặt tại đội tuyển Na Uy.
Ngày 15 tháng 8, anh lại một lần nữa trở thành tâm điểm với ba pha kiến tạo đem về chiến thắng 3-2 trước IK Start khi được bố trí đá ở cánh phải. Anh có cú đúp đầu tiên trong sự nghiệp trong chiến thắng 2-1 trước Lillestrøm SK ngày 19 tháng 10 năm 2014. Strømsgodset kết thúc mùa giải với vị trí thứ tư và giành quyền tham dự vòng sơ loại UEFA Europa League, cá nhân Ødegaard có được 5 bàn thắng và 7 pha kiến tạo sau 23 trận.

### Real Madrid
Ngày 21 tháng 1 năm 2015, Real Madrid chính thức đạt được thỏa thuận chiêu mộ Ødegaard từ Strømsgodset với phí chuyển nhượng ước tính khoảng 3 triệu €. Trong buổi họp báo sau khi ký kết hợp đồng, Real Madrid tuyên bố Ødegaard sẽ tham gia tập luyện ở cả đội một và đội dự bị của Real là Real Madrid Castilla, nhưng sẽ thi đấu trước tiên cho đội dự bị, lúc này được dẫn dắt bởi Zinedine Zidane.
Đầu tháng 2 năm 2015, Real đã đưa tên Ødegaard vào danh sách dự vòng đấu loại trực tiếp đầu tiên tại UEFA Champions League 2014-15 với đối thủ Schalke 04.
Ngày 23 tháng 5 năm 2015, anh có trận đấu đầu tiên cho Real Madrid, khi vào sân ở phút thứ 58 thay cho Cristiano Ronaldo trong chiến thắng 7-3 lại La Liga trước Getafe. Anh chính thức trở thành cầu thủ trẻ nhất trong lịch sử của Real Madrid có trận ra mắt tại La Liga khi mới 16 tuổi và 157 ngày, đánh bại kỷ lục cũ đã tồn tại 31 năm của Sebastián Losada.
Vào ngày 25 tháng 1 năm 2020, anh có trận đấu đấu đầu tiên tại Champions League dưới màu áo của Real Marid  trong chiến thắng 2–0 trên sân khách trước Inter Milan

#### 2017–2020: Được mang đi cho mượn tại Hà Lan và Tây Ban Nha
Vào ngày 10 tháng 1 năm 2017,Ødegaard chính thức gia nhập câu lạc bộ SC Heerenveen theo dạng cho mượn trong vòng 18 tháng.Anh ra mắt Eredivisie bốn ngày sau đó trong chiến thắng 2–0 trên sân nhà trước ADO Den Haag.Anh ghi bàn thắng đầu tiên cho câu lạc bộ vào ngày 18 tháng 5 trong trận thua 3–1 trên sân nhà trước FC Utrecht
Vào ngày 21 tháng 8 năm 2018, Real Madrid thông báo rằng Ødegaard sẽ được cho mượn tại SBV Vitesse.Sau một mùa giải chơi tại đây,anh lại được mang đi cho mượn tại Real Sociedad.Vào ngày 25 tháng 8 năm 2019, anh ghi bàn thắng đầu tiên tại La Liga cho câu lạc bộ trong chiến thắng 1–0 trước Mallorca. Vào tháng 9 năm 2019, Ødegaard được trao danh hiệu Cầu thủ xuất sắc nhất tháng của La Liga. Vào tháng 2 năm 2020,anh ghi bàn ở tứ kết Cúp Nhà vua Tây Ban Nha để loại chính Real Marid ,sau đó Real Sociedad lọt vào trận chung kết Cúp Nhà vua Tây Ban Nha nhưng trận đấu lại bị hoãn lại do đại dịch COVID-19 bùng phát ở Tây Ban Nha; họ cũng đủ điều kiện tham dự UEFA Europa League 2020–21 sau khi xếp thứ sáu tại La Liga và mùa giải là một mùa giải thành công đối với Ødegaard ở cấp độ cá nhân.  Anh ấy đã bỏ lỡ giai đoạn cuối của mùa giải khi được chẩn đoán vào tháng 6 với bệnh viêm gân , một vấn đề cũng đã xảy ra vài tháng trước đó.

### Arsenal
Vào ngày 27 tháng 1 năm 2021, Ødegaard gia nhập câu lạc bộ Premier League Arsenal theo dạng cho mượn đến cuối mùa giải.Ba ngày sau, anh ra mắt Premier League  trong trận hòa 0–0 trên sân nhà trước Manchester United F.C. Vào ngày 18 tháng 2, Ødegaard đá trận đầu tiên tại Europa League cho Arsenal trong trận hòa 1-1 trên sân khách trước Benfica. Vào ngày 11 tháng 3, Ødegaard ghi bàn thắng đầu tiên cho Arsenal bằng một cú sút xa 20 mét trong chiến thắng 3–1 trên sân khách trước Olympiacos trong trận lượt đi vòng 16 đội của Europa League.Bàn thắng sau đó đã được bình chọn là Bàn thắng của tháng vào tháng 3 trên trang web chính thức của Arsenal.Vào ngày 14 tháng 3, Ødegaard ghi bàn thắng đầu tiên tại Premier League trong chiến thắng 2-1 trên sân nhà trước Tottenham. Nhờ màn trình diễn xuất sắc của anh ấy vào tháng 3 năm 2021, anh ấy sau đó đã được bầu chọn là Cầu thủ của tháng trên trang web chính thức của Arsenal.
Vào ngày 20 tháng 8 năm 2021, Arsenal đã thông báo việc ký hợp đồng vĩnh viễn với Ødegaard từ Real Madrid trong một hợp đồng trị giá 35 triệu euro với các tiện ích bổ sung tiềm năng tăng lên khoảng 40 triệu euro. Ødegaard đã ký hợp đồng bốn năm cho đến năm 2025 với câu lạc bộ có tùy chọn gia hạn thêm năm thứ năm. Anh ghi bàn thắng đầu tiên trong mùa giải bằng một quả đá phạt trong chiến thắng 1-0 trên sân khách trước Burnley.
Vào ngày 30 tháng 7 năm 2022, Ødegaard được công bố là đội trưởng mới của Arsenal.

## Sự nghiệp đội tuyển quốc gia

### Các đội trẻ
Vào tháng 1 năm 2014, Ødegaard khoác áo đội tuyển U-17 Na Uy tham dự giải đấu giao hữu U-17 với U-17 Scotland, U-17 Mỹ và U-17 Pháp tại Thổ Nhĩ Kỳ.
Đến tháng 9 năm 2014, anh lại được gọi vào đội tuyển U-21 Na Uy cho trận đấu cuối cùng của vòng loại giải vô địch bóng đá U-21 châu Âu 2015. Anh thi đấu cả 90 phút trong trận thua 1-2 trước U-21 Bồ Đào Nha.

### Đội tuyển quốc gia
Ngày 19 tháng 8 năm 2014, anh được đội tuyển Na Uy triệu tập cho trận giao hữu với Các Tiểu Vương quốc Ả Rập Thống nhất tại Stavanger và được ra sân vào ngày 27 tháng 8, trở thành cầu thủ trẻ nhất khoác áo đội tuyển Na Uy, ở 15 tuổi và 253 ngày. Kỷ lục trước đây thuộc về Tormod Kjellsen lập vào năm 1910 là 15 tuổi 351 ngày.
Ngày 30 tháng 9 năm 2014, Ødegaard được triệu tập tham dự vòng loại Giải vô địch bóng đá châu Âu 2016 cho các trận đấu với Malta và Bulgaria. Anh vào sân ở phút 64 thay cho Mats Møller Dæhli trong trận thắng 2-1 của Na Uy trước Bulgaria, và chính thức trở thành cầu thủ trẻ nhất trong lịch sử tham dự một kỳ vòng loại Euro ở 15 tuổi 300 ngày. Thành tích của Ødegaard vượt xa so với kỷ lục cũ 16 tuổi 251 ngày do Sigurður Jónsson của Iceland lập tại vòng loại Euro 1984.
Vào ngày 29 tháng 3 năm 2015, Ødegaard trở thành cầu thủ trẻ nhất bắt đầu vòng loại Giải vô địch châu Âu khi mới 16 tuổi 101 ngày trong trận thua 5–1 trước Croatia. Vào ngày 8 tháng 6, anh ấy là người của trận đấu trong trận giao hữu 0–0 của Na Uy với đối thủ Thụy Điển ở Scandinavia ở Oslo. Sau khi Na Uy đứng thứ ba trong bảng tiêu chuẩn của họ, Ødegaard được điền tên vào đội hình của họ trong trận play-off với Hungary. Không được sử dụng trong trận lượt đi, anh ấy bị thay ra ở hiệp hai trong trận đấu thứ hai vào ngày 15 tháng 11, khi Na Uy thua 2-1 vào đêm và chung cuộc 3–1.
Sau 18 tháng không khoác áo ĐTQG, phong độ của Ødegaard cho Heerenveen đã giúp anh ấy được gọi lại vào đội tuyển Na Uy của Lars Lagerbäck và anh ấy đã có lần khoác áo thứ 10 trong trận gặp Macedonia vào tháng 11 năm 2017. Vào ngày 7 tháng 6 năm 2019, Ødegaard ghi bàn thắng quốc tế đầu tiên vào lưới Romania trong một trận đấu vòng loại UEFA Euro 2020, kết thúc với tỷ số hòa 2–2.
Vào tháng 3 năm 2021, Ødegaard được tân huấn luyện viên Ståle Solbakken bổ nhiệm làm đội trưởng đội tuyển nam quốc gia.

## Phong cách thi đấu
Ødegaard có điểm mạnh ở sự nhanh nhẹn trong xử lý bóng và nền tảng kỹ thuật xuất sắc. Huấn luyện viên David Nielsen của Strømsgodset khen ngợi anh "Cách cậu ấy thi đấu giống với những cầu thủ ngôi sao tại các CLB lớn, tương tự Messi hay David Silva." Báo chí Na Uy cũng so sánh anh với Lionel Messi với khả năng đi bóng với tốc độ cao, kỹ thuật cá nhân khéo léo và khả năng dứt điểm rất tốt. Đồng đội của anh tại đội tuyển Na Uy, Morten Gamst Pedersen, khen ngợi Ødegaard về khả năng đọc trận đấu và kỹ thuật cá nhân nhưng cũng nói Ødegaard cần thời gian để rèn luyện thể lực.

## Cuộc sống cá nhân
Ødegaard là con trai của cựu cầu thủ Hans Erik Ødegaard, từng thi đấu cho Strømsgodset và Sandefjord Fotball ở vị trí tiền vệ và hiện là trợ lý huấn luyện viên tại Mjøndalen IF. Anh có một người anh là Kristoffer và hai người em gái là Emilie và Mari. Anh vẫn còn đang đi học khi bắt đầu thi đấu chính thức. Thần tượng của anh là Lionel Messi và anh là cổ động viên của đội bóng đá Anh Liverpool.

## Thống kê sự nghiệp

### Câu lạc bộ
Tính đến 22 tháng 5 năm 2022
| Câu lạc bộ           | Mùa giải            | Giải vô địch              | Giải vô địch | Giải vô địch | Cúp quốc gia | Cúp quốc gia | Cúp liên đoàn | Cúp liên đoàn | Châu Âu | Châu Âu | Khác | Khác | Tổng cộng | Tổng cộng |
| Câu lạc bộ           | Mùa giải            | Hạng đấu                  | Trận         | Bàn          | Trận         | Bàn          | Trận          | Bàn           | Trận    | Bàn     | Trận | Bàn  | Trận      | Bàn       |
| -------------------- | ------------------- | ------------------------- | ------------ | ------------ | ------------ | ------------ | ------------- | ------------- | ------- | ------- | ---- | ---- | --------- | --------- |
| Strømsgodset 3       | 2013                | Norwegian Fourth Division | 11           | 4            | —            | —            | —             | —             | —       | —       | —    | —    | 11        | 4         |
| Strømsgodset 2       | 2013                | Norwegian Third Division  | 2            | 0            | —            | —            | —             | —             | —       | —       | —    | —    | 2         | 0         |
| Strømsgodset 2       | 2014                | Norwegian Third Division  | 3            | 1            | —            | —            | —             | —             | —       | —       | —    | —    | 3         | 1         |
| Strømsgodset 2       | Tổng cộng           | Tổng cộng                 | 5            | 1            | —            | —            | —             | —             | —       | —       | —    | —    | 5         | 1         |
| Strømsgodset         | 2014                | Tippeligaen               | 23           | 5            | 1            | 0            | —             | —             | 1       | 0       | —    | —    | 25        | 5         |
| Real Madrid Castilla | 2014–15             | Segunda División B        | 11           | 1            | —            | —            | —             | —             | —       | —       | —    | —    | 11        | 1         |
| Real Madrid Castilla | 2015–16             | Segunda División B        | 34           | 1            | —            | —            | —             | —             | —       | —       | 4    | 0    | 38        | 1         |
| Real Madrid Castilla | 2016–17             | Segunda División B        | 13           | 3            | —            | —            | —             | —             | —       | —       | —    | —    | 13        | 3         |
| Real Madrid Castilla | Tổng cộng           | Tổng cộng                 | 58           | 5            | —            | —            | —             | —             | —       | —       | 4    | 0    | 62        | 5         |
| Real Madrid          | 2014–15             | La Liga                   | 1            | 0            | 0            | 0            | —             | —             | 0       | 0       | 0    | 0    | 1         | 0         |
| Real Madrid          | 2015–16             | La Liga                   | 0            | 0            | 0            | 0            | —             | —             | 0       | 0       | —    | —    | 0         | 0         |
| Real Madrid          | 2016–17             | La Liga                   | 0            | 0            | 1            | 0            | —             | —             | 0       | 0       | 0    | 0    | 1         | 0         |
| Real Madrid          | 2020–21             | La Liga                   | 7            | 0            | 0            | 0            | —             | —             | 2       | 0       | 0    | 0    | 9         | 0         |
| Real Madrid          | 2021–22             | La Liga                   | 0            | 0            | 0            | 0            | —             | —             | 0       | 0       | 0    | 0    | 0         | 0         |
| Real Madrid          | Tổng cộng           | Tổng cộng                 | 8            | 0            | 1            | 0            | —             | —             | 2       | 0       | 0    | 0    | 11        | 0         |
| SC Heerenveen (mượn) | 2016–17             | Eredivisie                | 14           | 1            | 1            | 0            | —             | —             | —       | —       | 2    | 1    | 17        | 2         |
| SC Heerenveen (mượn) | 2017–18             | Eredivisie                | 24           | 2            | 2            | 0            | —             | —             | —       | —       | 0    | 0    | 26        | 2         |
| SC Heerenveen (mượn) | Tổng cộng           | Tổng cộng                 | 38           | 3            | 3            | 0            | —             | —             | —       | —       | 2    | 1    | 43        | 4         |
| Vitesse (mượn)       | 2018–19             | Eredivisie                | 31           | 8            | 4            | 2            | —             | —             | —       | —       | 4    | 1    | 39        | 11        |
| Real Sociedad (mượn) | 2019–20             | La Liga                   | 31           | 4            | 5            | 3            | —             | —             | —       | —       | —    | —    | 36        | 7         |
| Arsenal (mượn)       | 2020–21             | Premier League            | 14           | 1            | —            | —            | —             | —             | 6       | 1       | —    | —    | 20        | 2         |
| Arsenal              | 2021–22             | Premier League            | 36           | 7            | 1            | 0            | 3             | 0             | —       | —       | —    | —    | 40        | 7         |
| Tổng cộng sự nghiệp  | Tổng cộng sự nghiệp | Tổng cộng sự nghiệp       | 255          | 38           | 15           | 5            | 3             | 0             | 9       | 1       | 10   | 2    | 292       | 46        |

1. 1 2  Appearance(s) in UEFA Champions League
2. ↑  Appearances in Segunda División B play-offs
3. 1 2  Appearances in Eredivisie European play-offs
4. ↑  Appearances in UEFA Europa League

### Đội tuyển quốc gia
Tính đến ngày 12 tháng 9 năm 2023
| Đội tuyển quốc gia | Year      | Trận | Bàn |
| ------------------ | --------- | ---- | --- |
| Na Uy              | 2014      | 3    | 0   |
| Na Uy              | 2015      | 5    | 0   |
| Na Uy              | 2016      | 1    | 0   |
| Na Uy              | 2017      | 1    | 0   |
| Na Uy              | 2018      | 4    | 0   |
| Na Uy              | 2019      | 8    | 1   |
| Na Uy              | 2020      | 3    | 0   |
| Na Uy              | 2021      | 12   | 0   |
| Na Uy              | 2022      | 10   | 1   |
| Na Uy              | 2023      | 6    | 1   |
| Tổng cộng          | Tổng cộng | 53   | 3   |

Tính đến ngày 12 tháng 9 năm 2023
Tỷ số và kết quả liệt kê số bàn thắng của Na Uy trước tiên, cột bàn thắng cho biết tỷ số sau mỗi bàn thắng của Ødegaard
| # | Trận | Ngày                | Địa điểm                           | Đối thủ  | Bàn thắng | Kết quả | Giải đấu                 |
| - | ---- | ------------------- | ---------------------------------- | -------- | --------- | ------- | ------------------------ |
| 1 | 17   | 7 tháng 6 năm 2019  | Sân vận động Ullevaal, Oslo, Na Uy | România  | 2–0       | 2–2     | Vòng loại UEFA Euro 2020 |
| 2 | 38   | 25 tháng 3 năm 2022 | Sân vận động Ullevaal, Oslo, Na Uy | Slovakia | 2–0       | 2–0     | Giao hữu                 |
| 3 | 53   | 12 tháng 9 năm 2023 | Sân vận động Ullevaal, Oslo, Na Uy | Gruzia   | 2–0       | 2–1     | Vòng loại UEFA Euro 2024 |

## Danh hiệu

### Câu lạc bộ

#### Real Sociedad
- Copa del Rey: 2019–20[51]

#### Arsenal
- FA Community Shield: 2023

### Cá nhân
- Cầu thủ trẻ của năm Tippeligaen: 2014[52]
- Ngôi sao đột phá của năm Idrettsgallaen: 2014[53]
- Cầu thủ xuất sắc nhất tháng Eredivisie: April 2019[54]
- Tài năng của tháng Eredivisie: May 2019[55]
- Đội hình của năm Eredivisie: 2018–19[56]
- Cầu thủ của năm Vitesse: 2018–19[57]
- Cầu thủ xuất sắc nhất tháng La Liga: September 2019[58]
- Gullballen: 2019[59]
- UEFA La Liga Revelation Team of the Year: 2019–20[60]
- Cầu thủ xuất sắc nhất mùa giải của Arsenal: 2022-23